# ジョナサン・リチャードソン
ジョナサン・リチャードソン（Jonathan Richardson、1667年1月12日 - 1745年5月28日）はイギリスの画家である。主にロンドンで肖像画家として働いた。同名の息子、「Jonathan Richardson the Younger: 1694–1771」と区別するために「Jonathan Richardson the Elder」と呼ばれることもある。肖像画家のトマス・ハドソンやジョージ・ナップトンの師匠にあたる画家である。

## 略歴
シティ・オブ・ロンドンのSt Botolph-without-Bishopsgateに生まれた。1672年に父親が亡くなった後、母親は再婚した。公証人のもとで徒弟として働くが、主人が引退したので、20歳になった時、画家のジョン・ライリー(John Riley:1646-1691)の徒弟になることができた。リチャードソンは1691年にライリーが亡くなるまで、ライリーの家の住み込みの弟子になって絵を学び、ライリーの姪と結婚した。
肖像画家として成功し、ゴドフリー・ネラー(1646-1723)やマイケル・ダール(Michael Dahl: 1659–1743)と並んで人気のある肖像画家になった。ナショナル・ポートレート・ギャラリーには、リチャードソンの描いた文学者たちや女優のアン・オールドフィールド(Anne Oldfield)や大法官の初代タルボット男爵チャールズ・タルボットなどの有力者の肖像画が収蔵されている。
著述家としても評価されていて、1715年に出版された美術に関する著作、「An Essay on the Theory of Painting」は有名な画家、ジョシュア・レノルズ(1723-1792)に影響を与えたとされる。1722年にはイタリアに「グランドツアー」で訪れた同名の息子と「An Account of Some of the Statues, Bas-Reliefs, Drawings, and Pictures in Italy」を出版し、イタリアへ旅しようとする若者の手引書として人気になった。著作は文学の分野に及び、ジョン・ミルトン(1608-1674)の叙事詩『失楽園』の研究書を息子と共著で1734年に出版している。
弟子にはトマス・ハドソンやジョージ・ナップトンがいて、トマス・ハドソンはリチャードソンの娘と結婚している。

## 作品

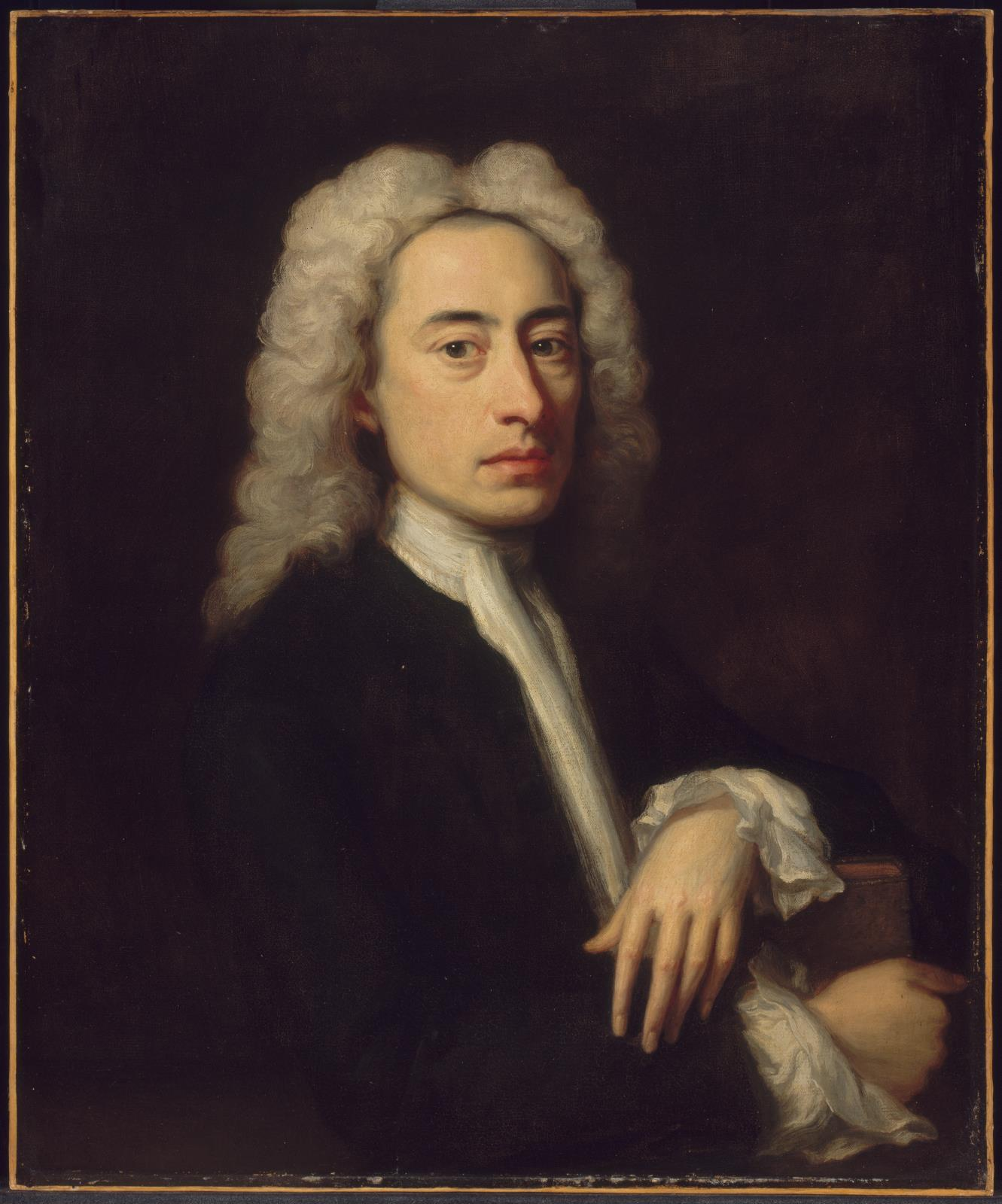
アレキサンダー・ポープ(詩人)(c.1736) ボストン美術館　蔵
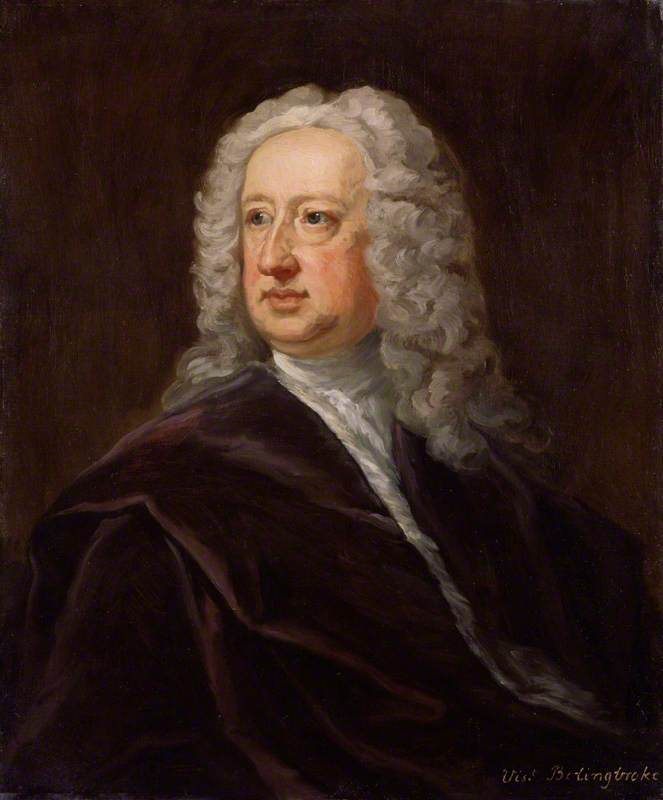
ヘンリー・シンジョン (初代ボリングブルック子爵) ナショナル・ポートレート・ギャラリー　蔵
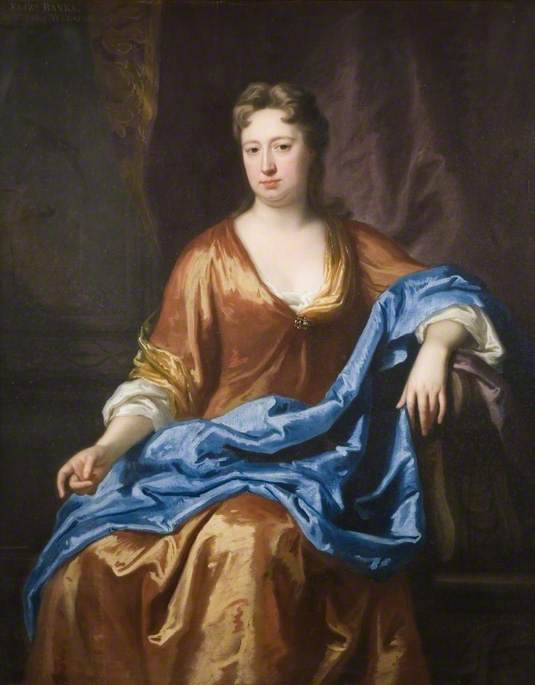
Portrait Of Elizabeth, 1st Countess Of Aylesford Birmingham Museums Trust 蔵
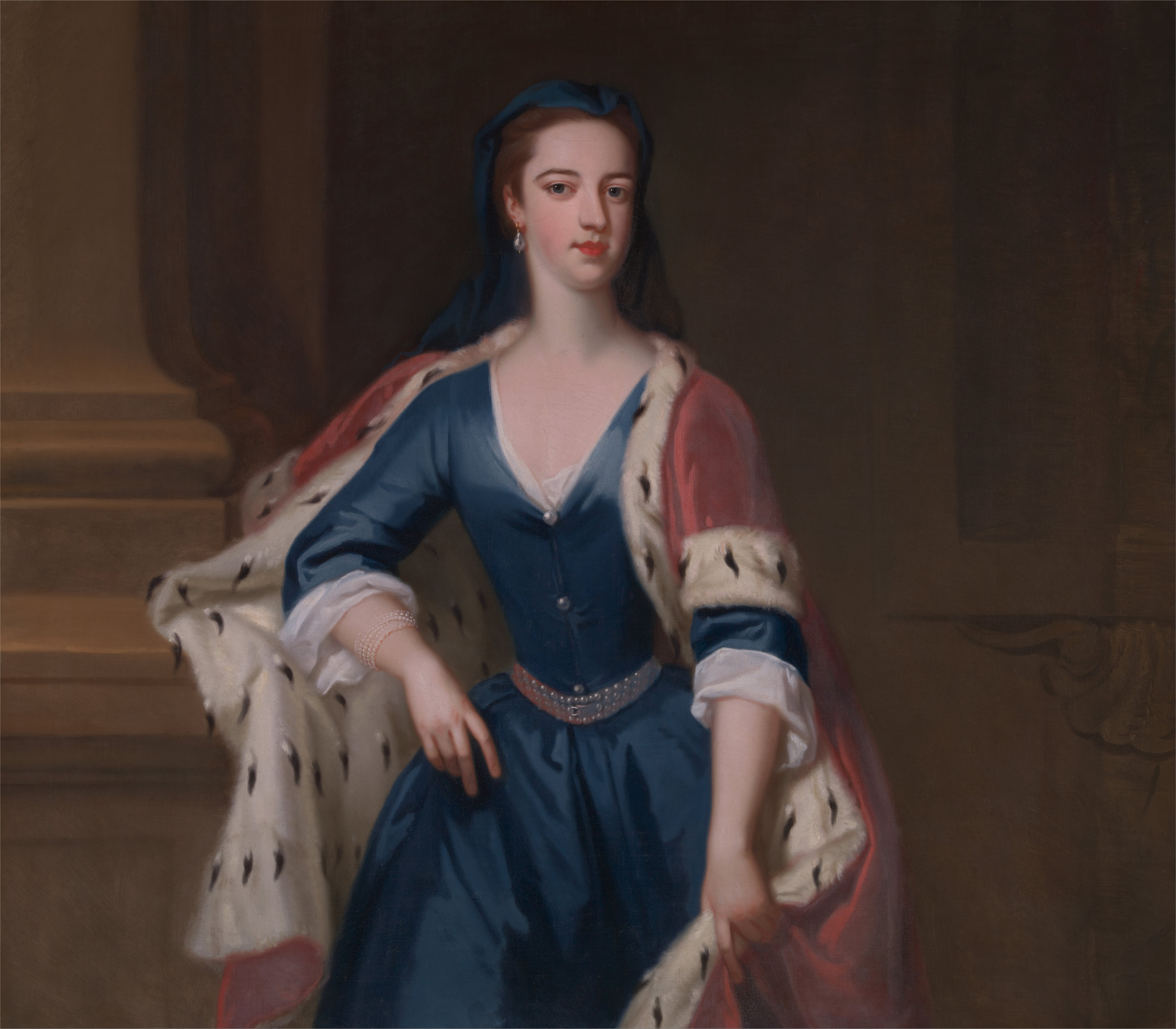
Lady Anne Cavendish Yale Center for British Art 蔵

## 著作
- An Essay on the Theory of Painting (1715)
- An Essay on the Whole Art of Criticism as it Relates to Painting and an Argument in Behalf of the Science of a Connoisseur (1719)
- An Account of Some of the Statues, Bas-Reliefs, Drawings, and Pictures in Italy (1722)
- Explanatory notes and remarks on Milton's Paradise lost By J. Richardson, father and son. With the life of the author, and a discourse on the poem.